# Ulan Hot
Oulan-Hot ou Ulan Hot (乌兰浩特 ; pinyin : Wūlánhàotè) est une ville de la région autonome de Mongolie-Intérieure en Chine. C'est une ville-district placée sous la juridiction administrative de la ligue de Xing'an.

## Démographie
La population du district était de 256 106 habitants en 1999.

## Transports
La ville est desservie par l'Aéroport d'Ulan Hot.